# Monte Peller
Il Monte Peller (2319 m s.l.m.) è un monte delle Dolomiti di Brenta nelle Alpi Retiche meridionali. Si trova in Trentino tra la Val di Non e la Val di Sole.

## Descrizione
Il Monte Peller è la cima più settentrionale tra le Dolomiti di Brenta, situata a nord del Pian de la Nana, e composta da due cime: quella vera e propria e la Croce del Peller. La sua conformazione è tipica delle Dolomiti, la formazione geologica maggiormente rappresentata è la scaglia rossa, che dona una tipica colorazione rossastra alle cime dell'Alpe della Nana: l'esempio maggiore è il Sasso Rosso.
In noneso è anche chiamato "Benàza" per la sua somiglianza con la benna di un escavatore.

## Ascensione
Le vie tipiche per raggiungere la vetta sono tre:
- la più comune è per il facile sentiero attrezzato che parte poco sopra il Rifugio Peller. La partenza è dal Lago del Durigal (1868 m s.l.m.). Il dislivello richiesto è di appena 451 metri, il tempo che si impiega è di circa un'ora;
- passando per la Malga Tassulla (2087 m s.l.m.), la partenza è sempre dal Lago del Durigal, per arrivare alla malga si impiegano circa tre quarti d'ora, da qui le possibilità sono due:
  - raggiungere la vetta dalla cresta sud del monte: abbastanza facile, da Malga Tassulla proseguire su traccia in mezzo alla valle in direzione ovest fino al passo ai piedi del monte Peller, da qui proseguire in direzione nord sulla facile cresta che presenta un solo punto difficile dove è richiesto l'utilizzo delle mani;
  - raggiungere la vetta dal versante sud-est del monte: facile, da Malga Tassulla puntare verso la Croce del Peller (il percorso è molto ripido e non è presente una traccia ben precisa), una volta raggiunta la parte sommitale del monte si raggiunge la vetta pianeggiante (il dislivello tra la Croce del Peller e la vetta è di circa 70 metri).

## Punti di appoggio
Nonostante sia un'ascensione molto facile (escursionisticamente parlando), per eventualità attorno al Monte Peller ci sono moltissime malghe che possono essere utilizzate come bivacco provvisorio. I principali punti d'appoggio sono:
- Rifugio Peller (2022 m s.l.m.);
- Malga Tassulla e Bivacco Pinamonti (2087 m s.l.m.);
- tutte le altre malghe attorno alla vetta.

## Galleria d'immagini

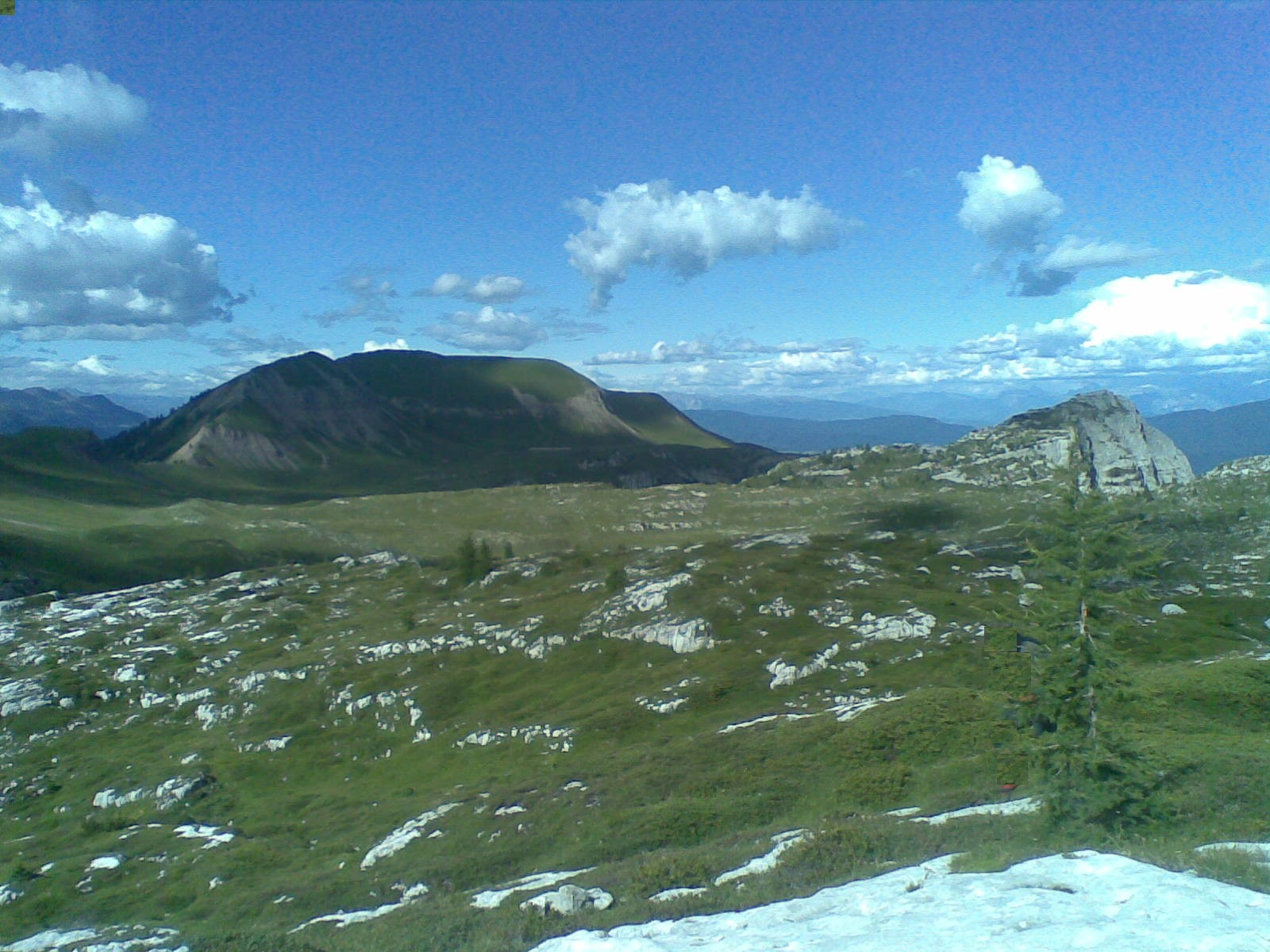
La cima vista dalla Val Nana
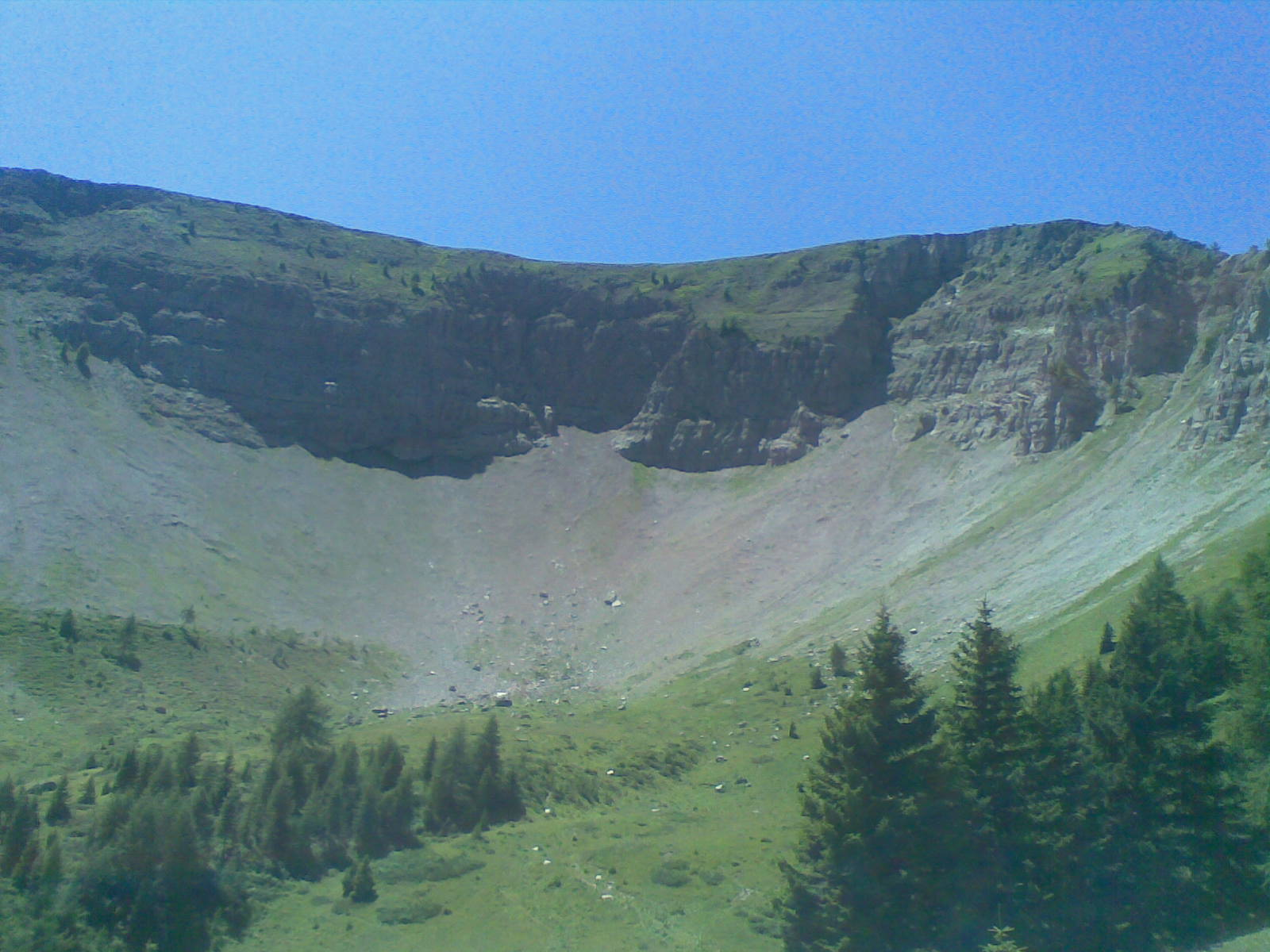
La parete nord-est del Monte Peller
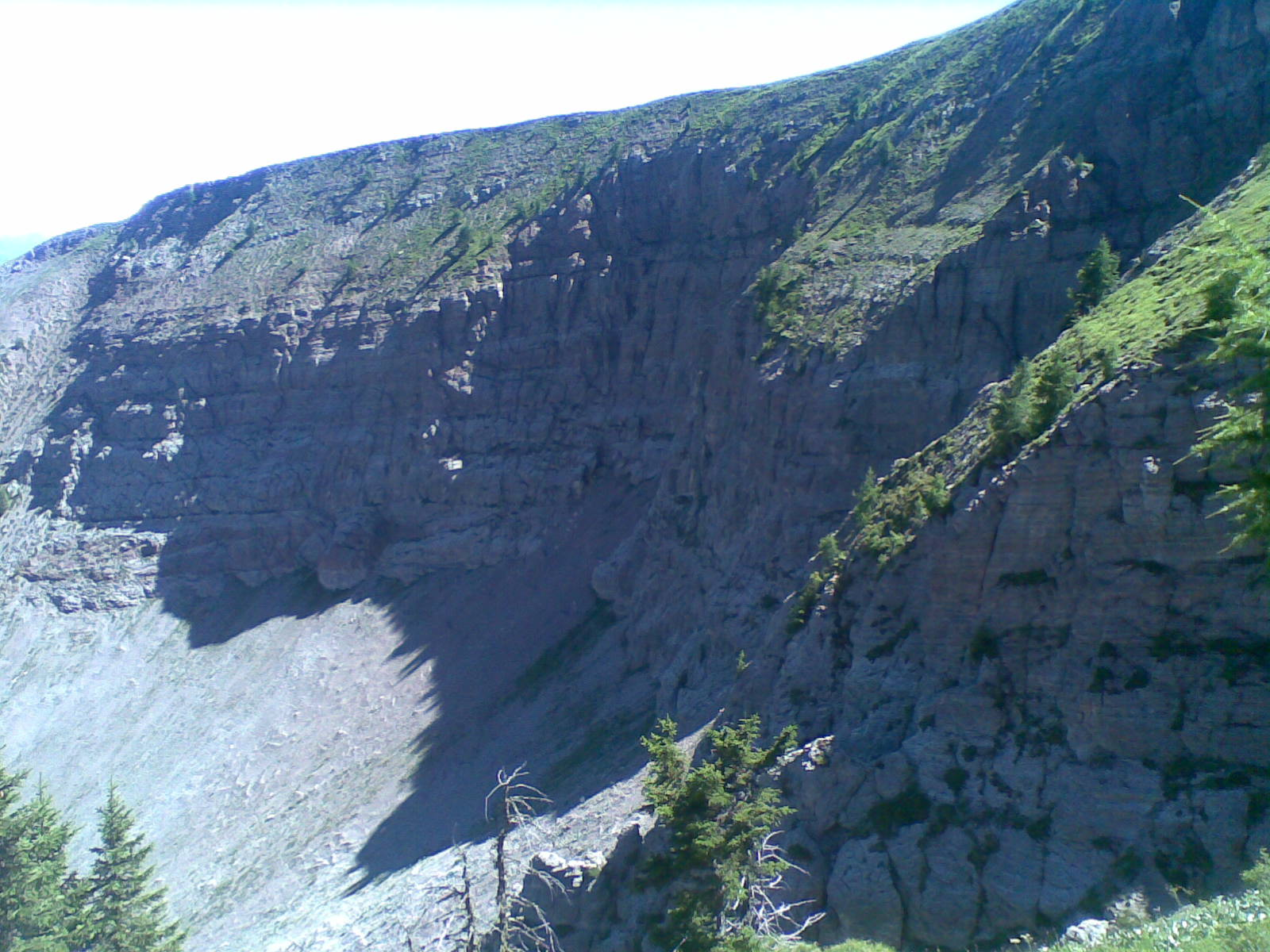
La parete est del Monte Peller
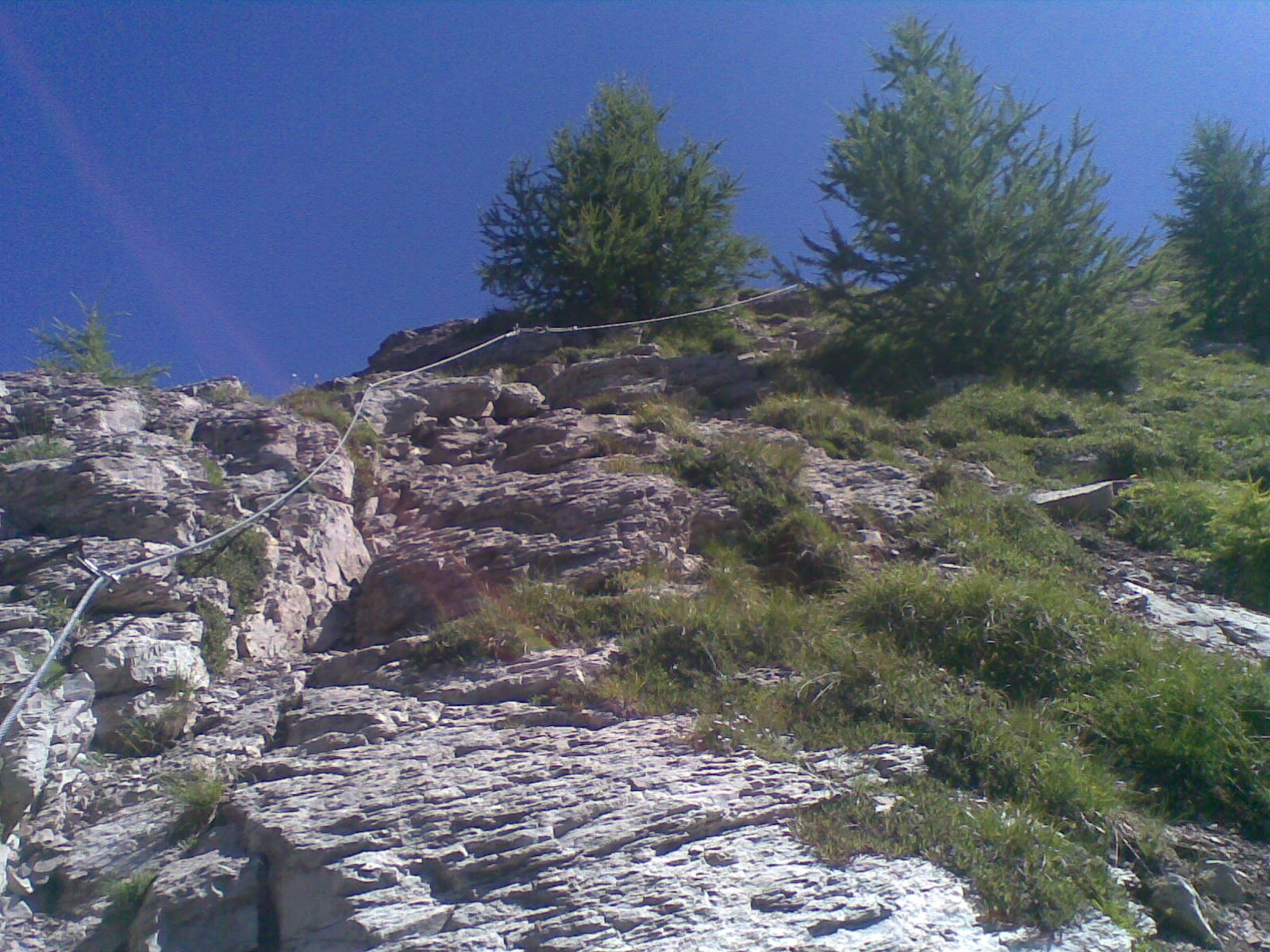
La parte attrezzata del sentiero
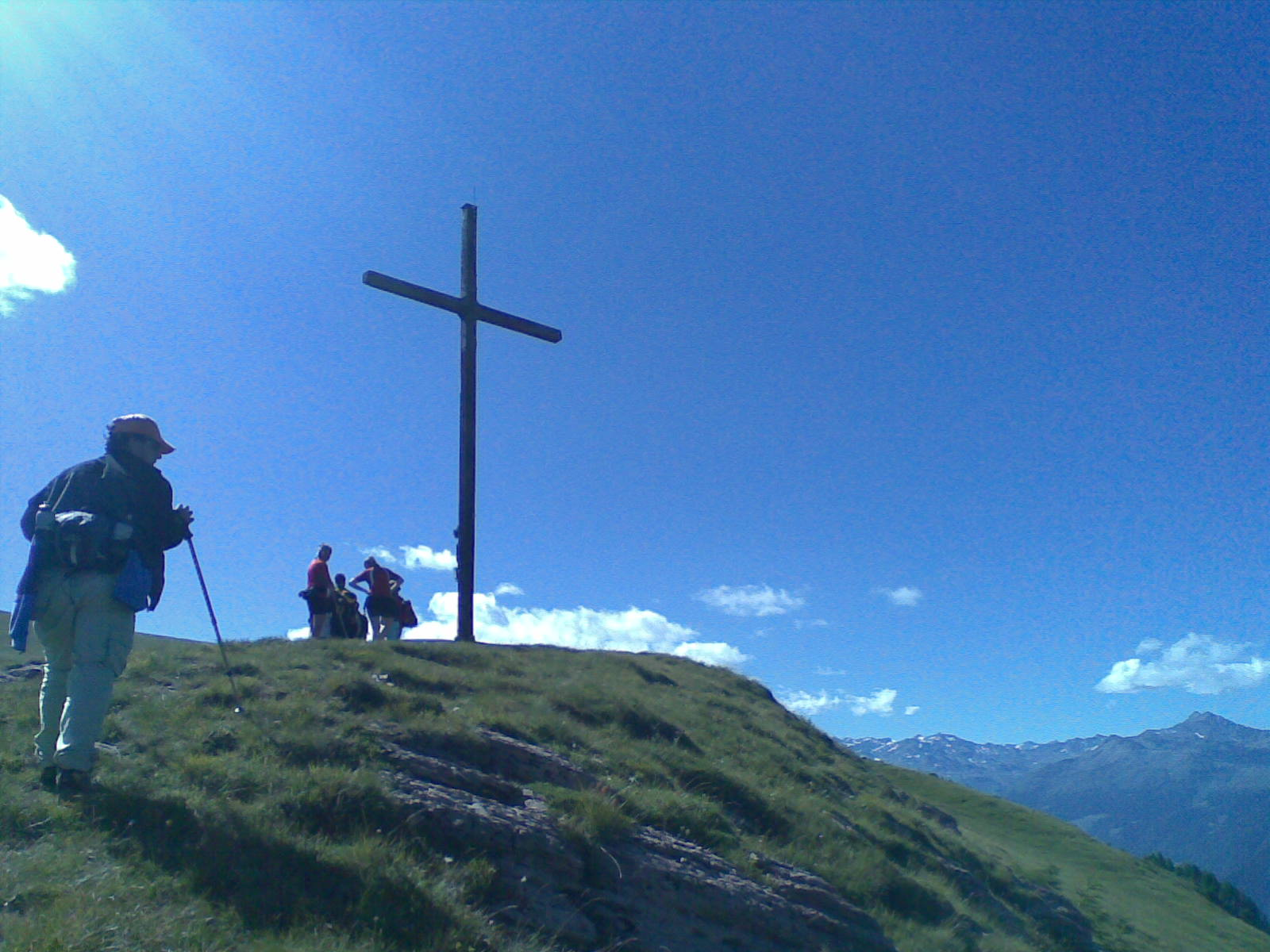
La Croce del Peller
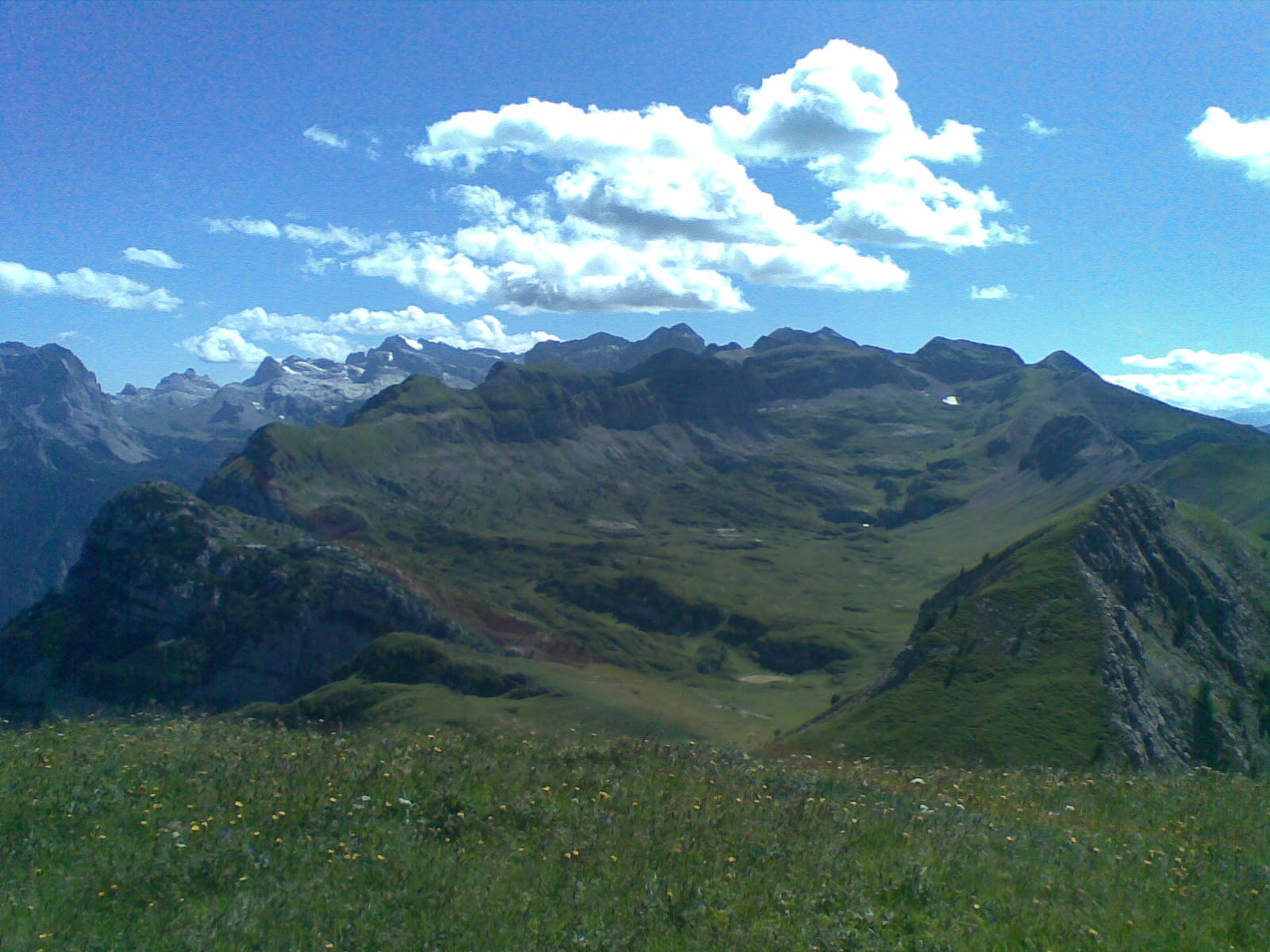
Vista dalla vetta sulle Dolomiti di Brenta